# 51-ша панцергренадерська бригада СС
51-ша панцергренадерська бригада СС (нім. 51. SS-Panzergrenadier-Brigade) — німецьке військове формування, панцергренадерська бригада у складі військ Ваффен-СС, що брала участь у бойових діях на Західному фронті під час Другої світової війни.

## Історія
Наприкінці 1943 року німці почали готуватися до висадки союзників у Європі. У лютому 1944 року в ході підготовки до висадки Ваффен-СС створили три звідні бойові групи, які отримали номери 1, 2 і 3. Групи були створені з різних навчально-запасних частин, розташованих в Німеччині.
3-тя бойова група після свого створення була відправлена в південно-західну частину Ютландії. 18 червня група була перейменована в 51-шу панцергренадерську бригаду СС. Наприкінці червня 1944 року в складі бригади було 2 923 службовця. На початку серпня бригада отримала наказ відбути в місто Труа у Франції. 10 серпня 1944 року в цілях дезінформації противника бригада була перейменована в 27-му танкову дивізію СС. Бригада брала участь в боях біля Труа і Сени. До кінця серпня два батальйони цієї бригади були майже знищені, а їх залишки передані до складу 17-ї панцергренадерської дивізії СС «Гьотц фон Берліхінген».

## Командири
- Штурмбаннфюрер СС Вальтер Йоккель (червень — серпень 1944)

## Склад
- Два панцергренадерських батальйони СС
- 51-й артилерійський дивізіон СС
- Зенітна батарея
- Саперна рота
- Транспортна рота